# 月球物质回收和回归宇航员检疫实验所

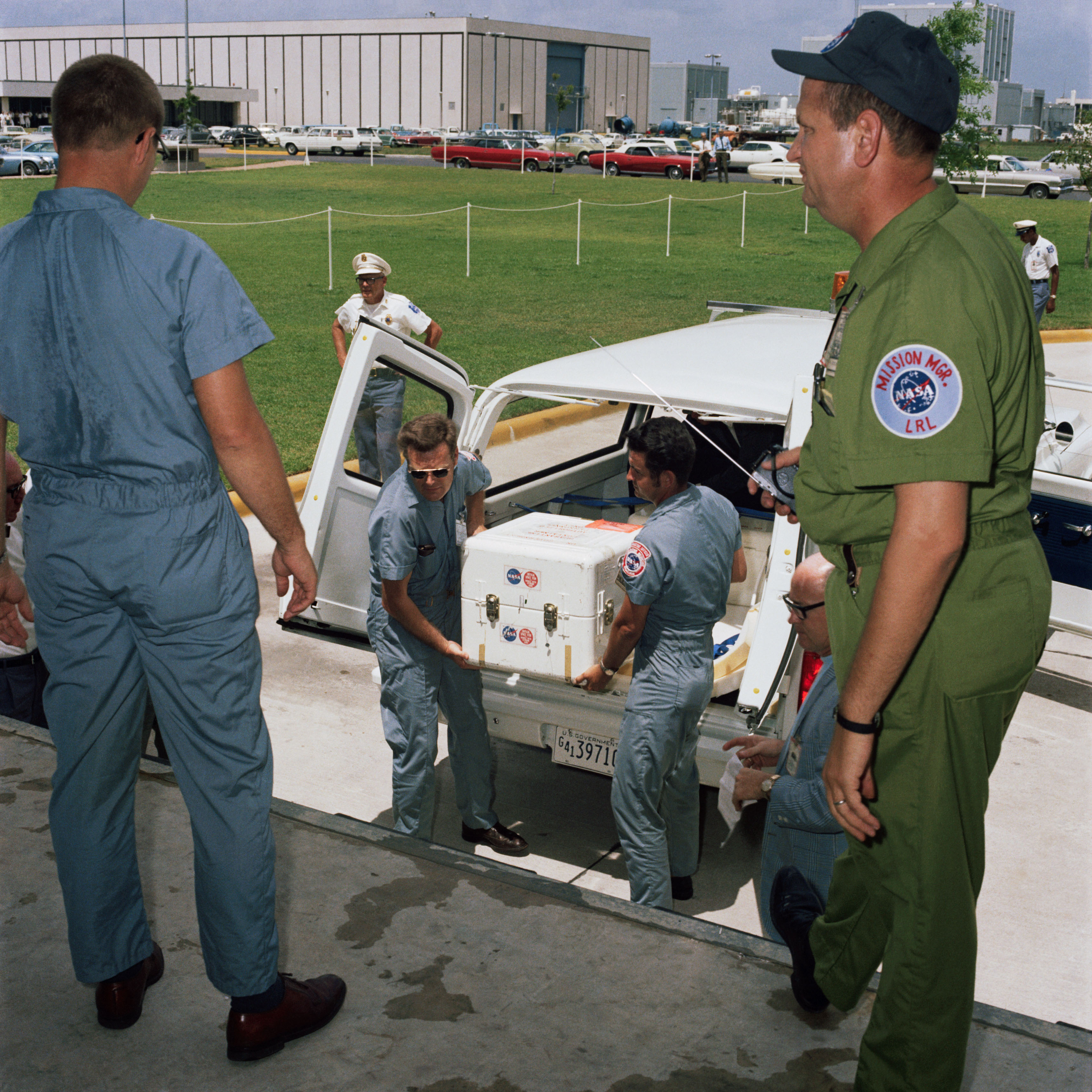
从月球返回的第一批标本被送入实验所（1969年）

月球物质回收和回归宇航员检疫实验所，简称月球物质回收实验所（Lunar Receiving Laboratory）是美国国家航空航天局在林顿·约翰逊太空中心的一个研究设施（37号楼），以检疫阿波罗计划中从月球返回的宇航员和月球标本。阿波罗11号、阿波罗12号以及阿波罗14号返回地球并在海上被回收后，宇航员从营救直升机中进入一辆航空母舰内的隔离运输车，以被送至实验所检疫。返回的月表标本同样在回收实验所，被贮存在真空室内。
从阿波罗15号开始，检疫的过程被取消。月球物质回收和回归宇航员检疫实验所目前被用来研究、分配以及保存月球标本。1976年，一部分标本被送至圣安东尼奥的布鲁克斯空军基地作为第二保存地点。